# Komeda (cràter)
Komeda és un cràter d'impacte en el planeta Mercuri de 54 km de diàmetre. Porta el nom del compositor polonès Krzysztof Komeda (1931- 1969), i el seu nom va ser aprovat per la Unió Astronòmica Internacional el 2012.